# Живописная русская библиотека
Живописная русская библиотека — русский иллюстрированный литературно-публицистический журнал, выходил в Санкт-Петербурге в 1856—1859 гг., 4 раза в месяц, под редакцией Ксенофонта Полевого.
В журнале публиковались статьи на различные темы: живопись, достопамятные здания и памятники, промышленность, нравы и народные обычаи, география и этнография, литература и критика, биографические заметки.
С 1858 при нём выходила 2 раза в месяц «Современная иностранная литература».